# Ibsley

Ibsley est un village du de la New Forest, dans le Hampshire, en Angleterre. 
Il se trouve à environ 4 km au nord de la ville de Ringwood. Il fait partie de la paroisse civile d'Ellingham, Harbridge et Ibsley.

## Vue d'ensemble
Le village d'Ibsley se trouve à l'est de la rivière Avon, sur la route principale entre Ringwood et Fordingbridge ; il possède quelques pittoresques chaumières. 
Au sud-est se trouve une série de lacs connus collectivement sous le nom de lacs Blashford, résultant de l'extraction de sable et de gravier depuis les années 1950.
Ibsley a été une paroisse civile jusqu'en 1974, époque à laquelle elle a été fusionnée avec les paroisses d'Ellingham et Harbridge. 
Les hameaux de South Gorley, Furze Hill et Mockbeggar faisaient déjà tous partie de la paroisse d'Ibsley.

## Histoire
Ibsley est répertorié dans le Domesday Book de 1086, il était détenu par un certain Ralph d'Hugh de Port. Le nom de la localité à cette époque était Tibeslei ; qui signifie bois, clairière de Tibb(i).
Au IVe siècle, Ibsley a été divisé entre John Bere et William de Melbury.
La partie que possédait John Bere atteignit la fin du XIVe siècle en possession de William Stourton. Son fils John, qui devint plus tard le 1er Baron Stourton, a hérité du domaine en 1414. Le domaine est ensuite hérité du Baron Stourton (en), jusqu’à William Stourton, 7ème baron Stourton qui vendit le manoir en 1544 à Robert White, ce dernier le transmit avec Rockford à  Ellingham aux Beconshaws et à Lisles.
Au XIXe siècle, il est vendu au deuxième comte de Normanton, et se retrouve annexé au domaine de Somerley.
La partie que William de Melbury possédait a été transmise à la famille Berkley au XVIe siècle. John Berkeley vendit le manoir à William Batten en 1556. Jeremiah Cray en est propriétaire en 1697. Il est resté dans la famille Cray au XVIIIe siècle, mais au XIXe siècle, il est joint à l’autre manoir et devient une partie du domaine Somerley.

## L'église Saint-Martin
L'église Saint-Martin a été reconstruite en 1832, remplaçant une ancienne église du XVIIe siècle. Elle est en brique avec quelques parements en pierre. Elle est maintenant désaffectée mais est utilisée comme galerie d'art depuis 2008.

## RAF Ibsley

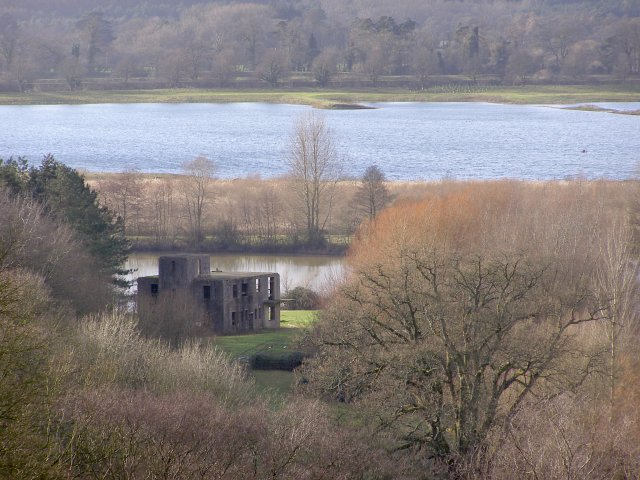
Tour de contrôle abandonnée surplombant les lacs près d'Ibsley.

RAF Ibsley était un aérodrome de la Seconde Guerre mondiale près d'Ibsley. Il a été ouvert en 1941 et a été utilisé à la fois par la Royal Air Force et par l'United States Army Air Force. Pendant la guerre, il était principalement utilisé comme aérodrome de chasse. Il a été fermé après la guerre, en 1947.
L'aérodrome est apparu dans le film de propagande en temps de guerre The First of the Few, comme principale base de guerre dans la production.
La majeure partie du terrain d'aviation est disparue, par extraction de gravier et une grande partie du site est couverte par la réserve naturelle des lacs Blashford.
Un des lacs est dominé par une tour de contrôle abandonnée, sans fenêtres, avec d'autres vestiges dispersés dans la campagne voisine.